# Demokratická unionistická strana
Demokratická unionistická strana (anglicky Democratic Unionist Party, zkracováno DUP) je větší ze dvou hlavních unionistických politických stran v Severním Irsku. Založil ji v roce 1971 Ian Paisley, který stranu vedl až do roku 2008. Poté do roku 2015 byl lídrem strany Peter Robinson. Od toho roku stranu vedla Arlene Fosterová. Po jejím odstavení v roce 2021 stranu krátce vedl Edwin Poots, ale po několika týdnech jej nahradil Jeffrey Donaldson, který stranu vedl až do 29. března 2024.
Je to v současnosti druhá největší strana Severoirského shromáždění a pátá největší strana v Dolní sněmovně Spojeného království. Ve volbách v roce 2010 získala osm křesel. Ve volbách 8. června 2017 získala tato strana 10 křesel v parlamentě. Její důležitost se umocnila tím, že po ztrátách, které v těchto volbách utrpěla Konzervativní strana, byla premiérka Theresa Mayová závislá na její podpoře. V Evropském parlamentě měla na základě voleb v roce 2014 jednoho poslance.
Ideologicky se jedná o stranu národně a sociálně konzervativní, opírající se o protestantské a evangelikální křesťanství. Politicky se řadí na pravici.
Ve volbách do severoirského parlamentu v květnu 2022 skončila strana druhá za Sinn Féin, když získala 25 křesel z 90. Následně DUP oznámila, že bude blokovat volbu předsedy regionálního parlamentu a tím znemožní jeho fungování dokud britská vláda nezruší platnost tzv. severoirského protokolu. Ten zaručuje, že po Brexitu nevznikne celní hranice mezi Irskem a Severním Irskem, která by zkomplikovala život pohyb zboží a osob.